# Curtis Callan
Curtis Callan (North Adams, 11 de outubro de 1942) é um físico teórico estadunidense.